# Ореліус Марі
Ореліус Марі (англ. Aurelius Marie) — політичний діяч Домініки, другий президент країни у 1980–1983 роках.